# Heßles
Heßles este o comună din landul Turingia, Germania.